# 福岡和白病院
福岡和白病院（ふくおかわじろびょういん）は、社会医療法人財団池友会が福岡県福岡市東区和白丘に設置する病院。福岡県災害拠点病院（地域災害拠点病院）等に指定されている。民間救急ヘリコプター、ドクターカーを運用している。

## 診療科
（この節の出典）
内科・神経内科・呼吸器内科・消化器内科・糖尿病内科・循環器内科・腎臓内科・膠原病内科・血液内科・脳神経内科・総合診療科・外科・消化器外科・呼吸器外科・整形外科・形成外科・関節症科・脊髄脊椎外科・脳神経外科・心臓血管外科・血管外科・乳腺外科・産婦人科・泌尿器科（人工透析）・皮膚科・眼科・放射線科・麻酔科・リハビリテーション科・病理診断科・精神科・救急科・小児科

## 医療機関の指定・認定
- 保険医療機関[3]
- 労災保険指定医療機関[3]
- 指定自立支援医療機関（更生医療・育成医療・精神通院医療）[3]
- 精神保健指定医の配置されている医療機関[3]
- 生活保護法指定医療機関[3]
- 指定小児慢性特定疾病医療機関[3]
- 難病の患者に対する医療等に関する法律に基づく指定医療機関[3]
- 原子爆弾被害者指定機関[3]
- 地域医療支援病院[3]
- 災害拠点病院（地域[4]）[3]
- へき地医療拠点病院[3]
- 臨床研修病院（基幹型[2]）[3]
- がん診療連携拠点病院[3]
- DPC対象病院[3]
- 救急告示医療機関（二次救急[5]）[3]
- 病院群輪番制参加医療機関[3]
- 福岡県DMAT指定病院[6]
- 公益財団法人日本医療機能評価機構認定病院[7]
- このほか、各種法令による指定・認定病院であるとともに、各学会の認定施設でもある。

## ヘリコプターの事故
2025年4月6日、エス・ジー・シー佐賀航空が保有し、池友会が同社に運航委託していたホワイトバード（ユーロコプター EC 135T2+型機、機体番号JA555H）が長崎県対馬東方沖で消息を絶ち、その後の捜索で海上に横転し不時着している機体を海上保安庁が発見し、救助にあたった。ヘリコプターが常駐する福岡和白病院とエス・ジー・シー佐賀航空によると、13時半ごろに対馬空港を出発し14時15分に福岡和白病院に到着する予定だったものの、13時43分に連絡が途絶えた。このヘリコプターには患者（80代女性）、付き添いの家族（60代男性）、ドクター（30代男性）、看護師（20代女性）、パイロット（60代男性）、整備士（60代男性）の6人が搭乗していた。

## 交通アクセス
- JR九州香椎線「和白駅」より徒歩10分[10]
- 西鉄貝塚線「和白駅」より徒歩10分[10]
- JR九州鹿児島本線「福工大前駅」より徒歩15分[10]
- 西鉄バスバス停「和白丘」より徒歩3分[10]

## テレビ番組
- 日経スペシャル ガイアの夜明け 名医を育てろ 〜伝承せよ! 医の技術〜（2005年9月27日、テレビ東京）[11]。- 和白病院で学閥に関係なく全国から患者と主治医をセットで受け入れ、さらに世界的な脳外科医が指導にあたる取組を取材。